# Liste der tschechischen Botschafter in Österreich
Diese Liste der diplomatischen Vertreter der Tschechoslowakei und der Tschechischen Republik in Wien enthält alle Leiter der diplomatischen Vertretung von 1918 bis heute. Die ersten drei Vertreter (1918 bis 1922) hatten noch den Rang chargés d’affaires. Das Botschaftsgebäude befindet sich im Palais Cumberland in Wien-Penzing.

## Tschechische Republik

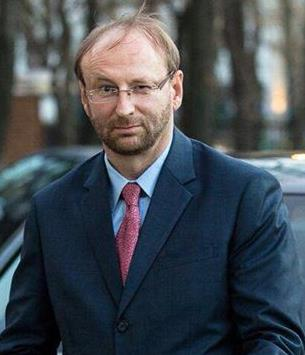
Jiří Šitler, Botschafter seit 2022

- seit 2022 Jiří Šitler[2]
- 2018–2021 Ivana Červenková[3]
- 2013–2018 Jan Sechter
- 2006–2013 Jan Koukal
- 2004–2006 Rudolf Jindrák
- 1998–2004 Jiří Gruša
- 1993–1998 Pavel Jajtner

## Tschechoslowakei
- 1990–1992 Magdaléne Vašáryová, Botschafterin der ČSFR
- 1988–1990 Milan Rusňák, letzter Botschafter der ČSSR
- 1983–1988 Marek Venuta, Botschafter der ČSSR
- 1977–1983 Milan Kadnár, Botschafter der ČSSR
- 1969–1977 Karel Komárek, Gesandter / ab 1975 Botschafter
- 1966–1969 Pavel Novotný, Gesandter
- 1962–1966 Karel Petrželka, Gesandter
- 1957–1962 Richard Ježek, Gesandter
- 1955–1957 Otakar Vašek, Gesandter
- 1951–1955 Ladislav Koubek, Gesandter
- 1949–1951 Dalibor Krno, Gesandter
- 1945–1949 František Dohalský-Bořek, Regierungsbevollmächtigter / ab 1947 Gesandter der ČSR

- 1938–1939 Rudolf Künzl-Jizerský, Gesandter der ČSR
- 1936–1938 Ferdinand Veverka, Gesandter
- 1932–1936 Zdeněk Fierlinger, Gesandter
- 1926–1932 Hugo Vavrečka, Gesandter
- 1925–1926 Artur Pacák, ständiger Geschäftsträger
- 1922–1925 Kamil Krofta, Gesandter
- 1921–1922 Hanuš Peterka, ständiger Geschäftsträger
- 1920–1921 Robert Flieder, ständiger Geschäftsträger
- 1918–1920 Vlastimil Tusar, Bevollmächtigter der ČSR